# Thyonicola mortenseni
Thyonicola mortenseni is een slakkensoort uit de familie van de Eulimidae. De wetenschappelijke naam van de soort is voor het eerst geldig gepubliceerd in 1941 door Mandahl-Barth.